# Tempestade tropical Fay (2008)
A tempestade tropical Fay foi o sexto sistema tropical e também a sexta tempestade tropical dotada de nome da temporada de furacões no Atlântico de 2008. Fay formou-se de uma intensa onda tropical em 15 de Agosto sobre a República Dominicana e passou sobre a ilha de São Domingos, sobre o golfo de Gonâve, sobre Cuba, e atingiu as Florida Keys no final da tarde (UTC) de 18 de Agosto assim que seguiu sobre o golfo do México. Fay atingiu a costa da Flórida, perto de Naples, nas primeiras horas da madrugada (UTC) de 19 de Agosto, e seguiu para nordeste, cruzando a península da Flórida, alcançando o Oceano Atlântico cruzando a costa perto de Melbourne em 20 de Agosto. Severas enchentes atingiram partes da Flórida como resultado de seu movimento lento. Em 21 de Agosto, Fay começou a seguir novamente para oeste, atingindo novamente a costa da Flórida perto de Daytona Beach, atravessando novamente a península para chegar ao extremo noroeste do golfo do México. A partir de então, Fay começou a seguir para oeste-noroeste, atingindo a costa do panhandle da Flórida. Devido ao seu movimento errático, Fay atingiu a costa da Flórida por quatro vezes. Trinta e oito fatalidades foram atribuídas à passagem de Fay. Os prejuízos econômicos diretos causados pela tempestade são estimados em cerca de 180 milhões de dólares (valores em 2008).

## História meteorológica

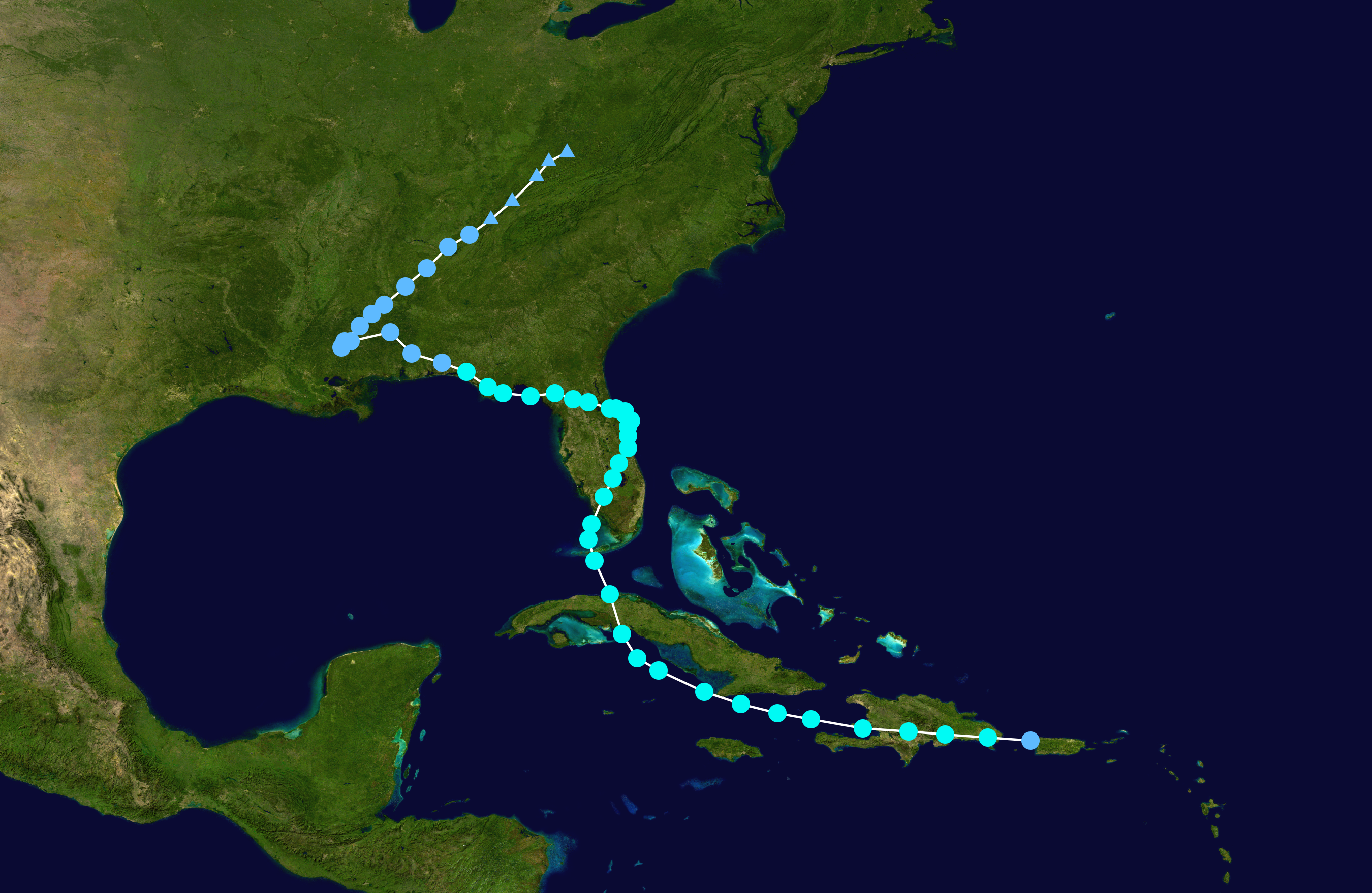
O caminho de Fay

Uma onda tropical deixou a costa ocidental da África em 7 de Agosto sem apresentar áreas associadas de convecção, mas com uma área de baixa pressão seguindo para sudoeste, se distanciando da costa africana. O sistema passou logo ao sul das ilhas do Cabo Verde e seguiu continuamente para oeste devido à presença de uma alta subtropical centrada sobre o arquipélago dos Açores. No final da noite de 9 de Agosto, uma área de convecção atmosférica se formou em associação à onda. Com condições meteorológicas favoráveis ao ciclogênese tropical.o sistema começou a se organizar lentamente. Em 10 de Agosto, o Centro Nacional de Furacões (NHC) percebeu que o sistema tinha o potencial de se tornar uma depressão tropical em alguns dias. No entanto, no dia seguinte, a atividade de trovoadas ficou desorganizada e limitada, embora, em 12 de Agosto, as áreas de convecção tenham se reformado, com o sistema estando a cerca de 1.050 km a leste das Pequenas Antilhas. Um avião caçador de furacões sobrevoou o sistema ainda naquele dia, mas relatou apenas a presença de uma grande área de baixa pressão sem organização.
Após o sobrevoo do caçador de furacões, o sistema ficou desorganizado assim que as condições meteorológicas começaram a ficar menos favoráveis, e em 13 de Agosto, as áreas de convecção atmosférica estavam limitadas e distantes do centro ciclônico de baixos níveis. No dia seguinte, a atividade de trovoadas aumentou e se organizou, embora outro caçador de furacões tenha sobrevoado a região e relatado que o sistema ainda não era um ciclone tropical pleno. Após passar sobre o nordeste das Pequenas Antilhas, o sistema seguiu para as ilhas Virgens e para Porto Rico, mantendo uma área de convecção profunda. O sistema ficou mais bem definido assim que seguiu sobre a passagem de Mona, entre Porto Rico e a ilha de São Domingos, e um avião caçador de furacões confirmou a presença de uma circulação ciclônica de baixos níveis fechada. O caçador de furacões registrou uma rajada de vento de 91 km/h a nordeste do centro ciclônico e na altitude onde se encontrava. Com isso, o NHC começou a emitir avisos regulares sobre a tempestade tropical Fay no final da noite de 15 de Agosto assim que o centro do ciclone atingiu a porção oeste da República Dominicana. Inicialmente, foi previsto que a tempestade iria se fortalecer continuamente antes e após atingir Cuba e, posteriormente, atingindo a intensidade de um furacão mínimo no leste do golfo do México; o modelo de previsão de furacões "HWRF" previu que Fay iria se tornar um intenso furacão ao largo da costa oeste da Flórida.

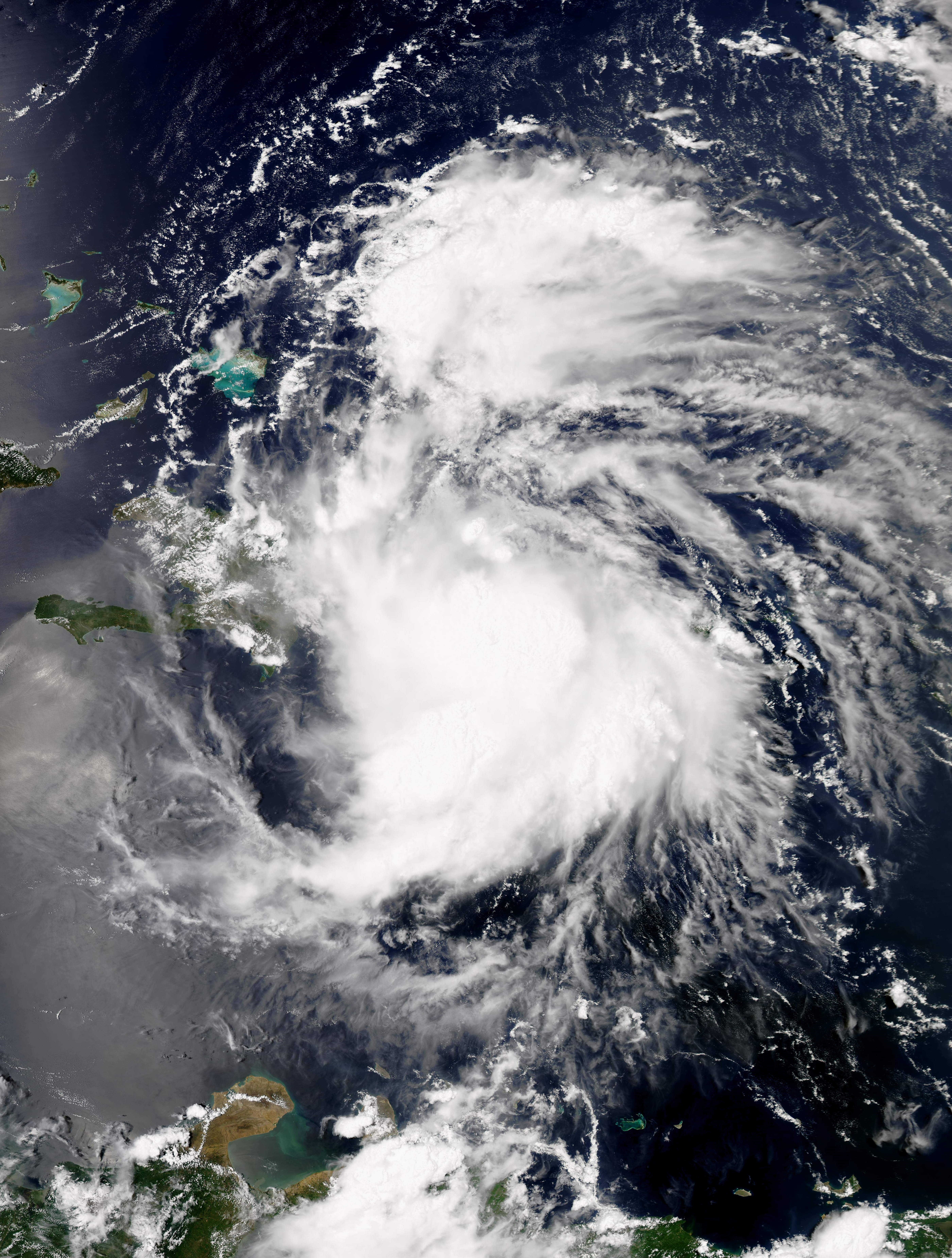
A tempestade tropical Fay causando chuvas fortes para Hispaniola

Após de tornar um ciclone tropical, Fay seguiu continuamente para oeste sobre a ilha de São Domingos devido à presença de uma alta subtropical ao seu norte. Por volta das 12:00 (UTC) de 16 de Agosto, a tempestade seguiu para o golfo de Gonâve, acompanhada por poucas áreas de convecção atmosférica associadas perto do centro ciclônico. As condições meteorológicas favoreciam o fortalecimento e as áreas de convecção atmosférica rapidamente se reformaram sobre o sistema. Nas primeiras horas de 17 de Agosto, um avião caçador de furacões relatou a consolidação do centro ciclônico de baixos níveis, que gradualmente ficava mais bem definido. Imagens de satélite mostravam fluxos de saída bem estabelecidos dentro de uma área de convecção atmosférica profunda que praticamente envolvia o centro ciclônico. Após passar perto ou sobre o sudoeste da província cubana de Granma, o cisalhamento do vento de altos níveis aumentou ligeiramente e as áreas de convecção atmosférica começaram a diminuir. A tempestade começou a seguir mais para o noroeste devido à passagem de um cavado de baixa pressão que enfraquecia a alta subtropical.

A tempestade tropical Fay fortalecimento e, em seguida, enfraquecendo à medida que passa ao longo do centro-sul da Flórida, com um olho de furacão -como sobre a terra

Fay fez quatro landfalls, o primeiro em Key West no final da tarde de 18 de Agosto, o segundo no começo da manhã (UTC) no cabo Romano, ao sul de Naples, com ventos de até 95 km/h. Mais tarde naquele dia, enquanto cruzava a região central da Flórida, Fay se fortaleceu inesperadamente, alcançando ventos de até 106 km/h e uma pressão central mínima de 986 mbar, que é uma intensidade maior do que Fay tinha obtido enquanto estava no oceano. A tempestade desenvolveu um olho e manteve sua intensidade no restante daquele dia. Após muitas horas de interação com terra, Fay finalmente começou a se enfraquecer. Fay voltou a se intensificar, no entanto, após deixar a península da Flórida perto de Melbourne, em direção ao Oceano Atlântico. Fay voltou a seguir para oeste assim que começou a interagir com uma área de alta pressão e, com isso, Fay atingiu a costa da Flórida perto de Flagler Beach durante a tarde (UTC) de 21 de Agosto. Após cruzar novamente a península, Fay seguiu para o extremo noroeste do golfo do México, mas começou a seguir para oeste-noroeste e, com isso, voltou a atingir a costa da Flórida na manhã de (UTC) de 23 de Agosto, perto de Carrabelle, no panhandle da Flórida. Seguindo para oeste-noroeste, Fay seguiu paralelamente à costa do panhandle da Flórida até se enfraquecer para uma depressão tropical. Com isso, o NHC emitiu seu aviso final sobre o sistema.

## Impactos

### Caribe
Em 15 de Agosto, a perturbação tropical que viria a se tornar a tempestade tropical Fay, atingiu a porção oeste na ilha de São Domingos. O sistema tornou-se uma tempestade tropical enquanto produzia fortes chuvas na ilha, produzindo grande ameaça de severas enchentes.A tempestade causou danos mínimos na República Dominicana, incluindo algumas árvores caídas e enchentes isoladas. A maior parte de chegada e saída do país tiveram que ser adiados ou cancelados. Pelo menos quatro pessoas foram mortas após serem levadas pela enxurrada naquele país.
No Haiti, os ventos e chuvas fortes da tempestade danificaram a agricultura, incluindo plantações de arroz e de banana. Uma pessoa morreu após ser levada pela enxurrada enquanto tentava atravessar um rio transbordado. Duas crianças foram mortas quando um ônibus foi levado pela enxurrada enquanto passava por uma ponte com o rio transbordado. No total, dez pessoas foram mortas no Haiti devido à passagem de Fay pelo país.
Na Jamaica, uma pessoa foi morta depois que o veículo onde ela estava foi arrastado pela enxurrada. No total, 15 pessoas morreram por todo o Caribe devido aos efeitos de Fay.

### Flórida

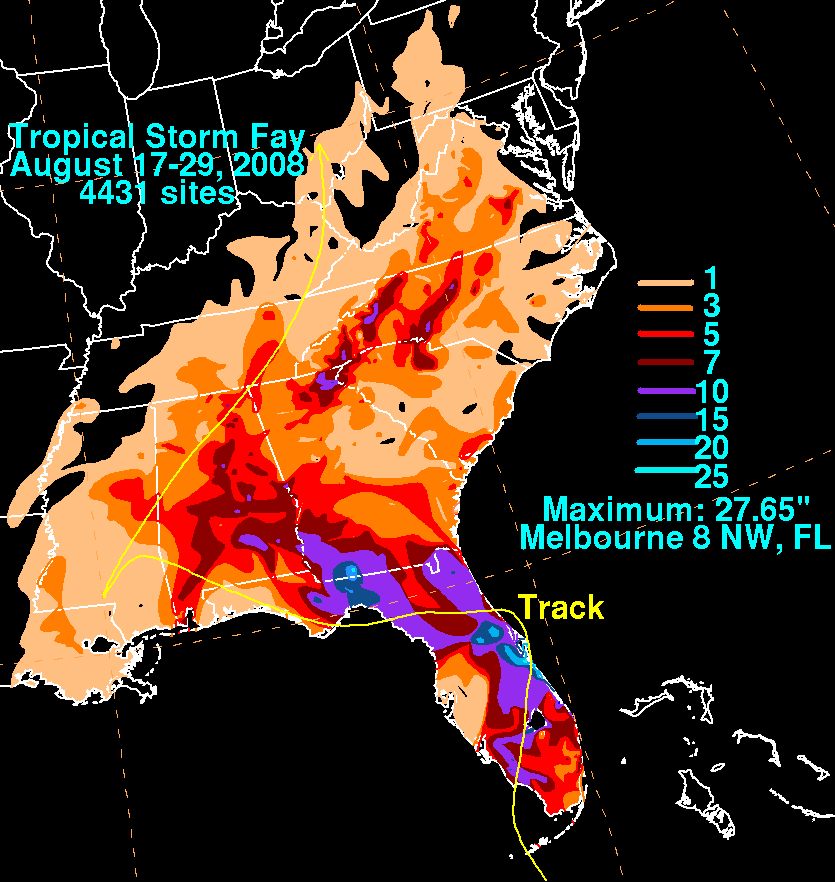
Precipitação acumulada total provocada por Fay nos Estados Unidos

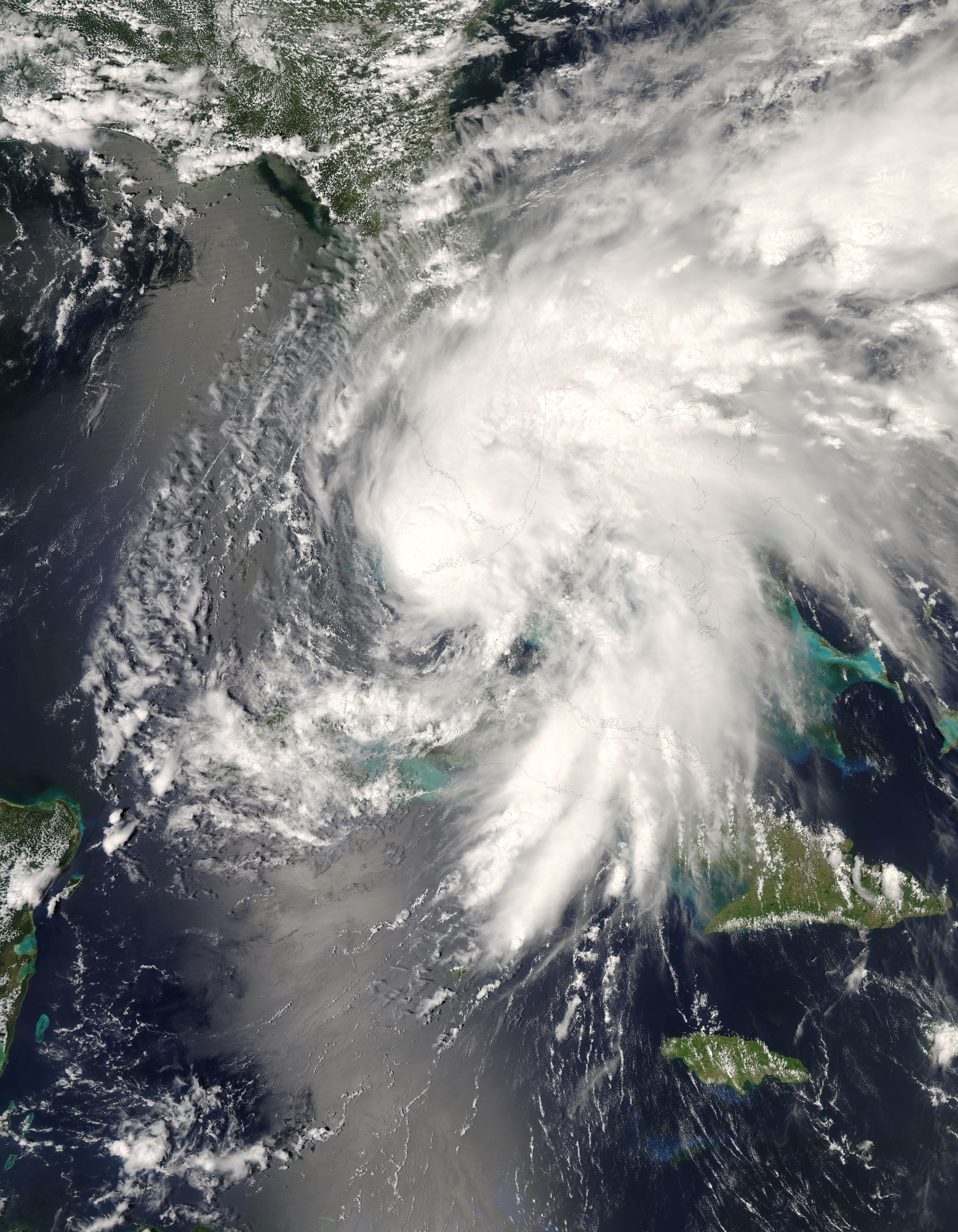
A tempestade tropical Fay se aproximando Florida

Durante sete dias na Flórida, entre 18 e 24 de Agosto, catorze pessoas morreram e milhares de pessoas foram afetados. Várias rodovias foram danificadas devido às enchentes cujos níveis passaram de 1,5 metro, além de tornados, assim que Fay afetava o estado inteiro: assim que seguia para o norte em direção as Florida Keys, para noroeste e norte em direção a Daytona Beach, e finalmente para oeste, afetando a região do panhandle da Florida. Mesmo em 25 de Agosto, após oito dias de Fay ter atingido a Flórida pela primeira vez, o sistema continuou provocando chuvas fortes em Tallahassee e em Panama City.
Enquanto Fay seguia sobre a região centro-sul da Flórida, um tornado EF2 na escala Fujita melhorada se formou após o landfall em Wellington, Flórida, onde danos significativos foram relatados, incluindo portas e janelas destruídas, além de várias árvores derrubadas. Além disso, o tornado destruiu uma pequena construção. Outro tornado danificou 51 residências, sendo que nove delas ficaram inabitáveis em Barefoot Bay. De acordo com o Departamento de Segurança Pública do condado de St. Lucie, cerca de 8.000 residências foram danificadas pelas enchentes. A cidade de Melbourne teve a maior precipitação acumulada em cinquenta anos: 250 mm de chuva em apenas 24 horas. Cerca de 80 bairros daquela cidade foram inundados e várias residências na região sudoeste da cidade foram afetadas por enchentes cujos níveis de água excediam 4 metros, de acordo com a imprensa. Um tornado tocou ao chão em Stuart exatamente sobre a U.S. Route 1, tombando um caminhão e danificando um posto de gasolina.  Um kitesurfista de 28 anos foi ferido criticamente em Fort Lauderdale quando os ventos de Fay o arrastaram por várias centenas de metros; o kitesurfista foi arremessado várias vezes contra o chão pelas ruas da cidade até se colidir contra um prédio.

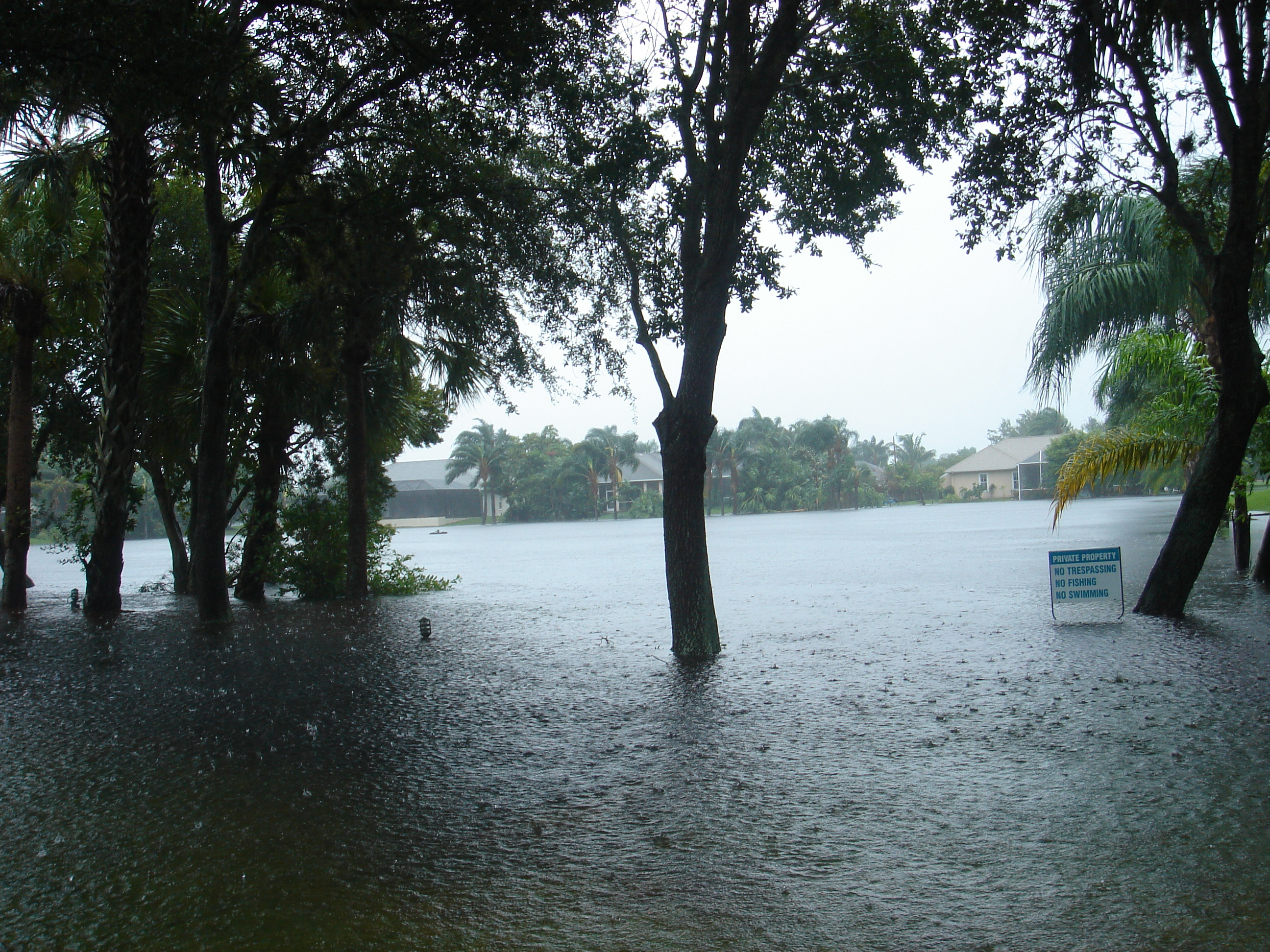
Enchente em Merritt Island durante a passagem da tempestade tropical Fay

Algumas regiões da Flórida receberam mais de 640 mm de chuva, causando sérias enchentes. A vida selvagem nativa, incluindo os alligators, foi vista em bairros inundados após as águas os terem forçado a deixar seus hábitats. Centenas de residências foram inundadas nos condados de Brevard e de condado de St. Lucie; algumas localidades foram inundadas com águas cujos níveis chegavam mais de 1,5 metro em altura. As primeiras estimativas de prejuízos do condado de Brevard mostravam cerca de 10 a 12 milhões de dólares em danos em residências e na infraestrutura. Fay causou o afogamento de uma pessoa que nadava ao largo da costa de Neptune Beach, e de outra que nadava na região do condado de Duval. Enquanto isto, outras três pessoas foram mortas em acidentes de trânsito causados pelo mau tempo provocado por Fay. Em 21 de Agosto, o presidente dos Estados Unidos, George W. Bush, declarou todo o estado da Flórida como área federal de desastre. O condado de Seminole também foi duramente atingido pelas enchentes. As escolas públicas dos condados foram fechadas devido à impossibilidade de trânsito nas rodovias de acesso, que foram bloqueadas pelas enchentes. Muitos rios no condado, tais como os rios St. Johns, Econlockhatchee e Little Econlockhatchee, transbordaram. Um parque à beira do rio Econlockhatchee em Oviedo ficou sob 1,2 m de água. Na noite de 22 de Agosto, um tornado danificou quatro residências e uma ponte em Lake Wales
Após seguir para o panhandle da Flórida, outras cinco pessoas morreram devido à passagem de Fay pela região, todas de forma indireta, incluindo uma eletrocutação de um eletricista que fazia reparos no condado de Gadsden. Os prejuízos totais causados por Fay são desconhecidos, mas estimativas preliminares  de alguns condados individuais indicam prejuízos de no mínimo 180 milhões de dólares (valores em 2008)."

### Geórgia, Alabama e Mississippi

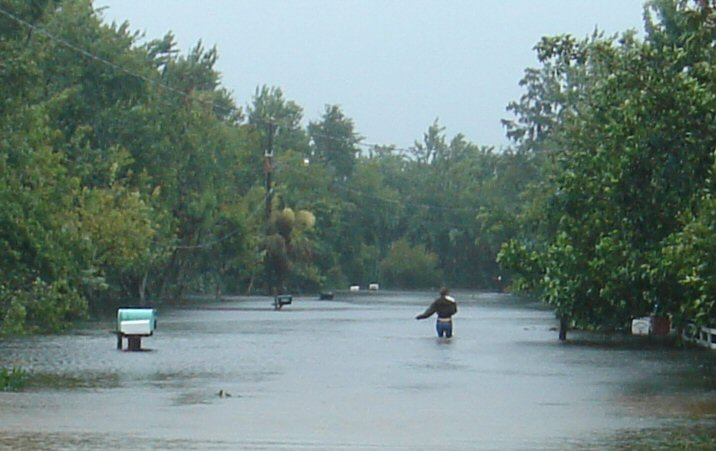
Enchentes ocorreram na região centro-leste da Flórida, resultando em vários fechamentos de rodovias

Fortes chuvas também foram relatadas em partes do Alabama, da Geórgia e Mississippi. Uma criança foi morta no condado de Grady quando ela foi levada pela enxurrada através de uma sarjeta. Outra morte por afogamento ocorreu no condado de Elmore, Alabama, também devido às chuvas fortes de Fay.
Fay Persistiu como uma tempestade tropical desde o seu primeiro landfall até se enfraquecer para uma depressão tropical em 23 de Agosto. O sistema finalmente se enfraqueceu para uma área de baixa pressão remanescente sobre o Alabama em 26 de Agosto. O sistema remanescente de Fay ainda gerou 8 tornados, 6 dos quais atingiram o Alabama e 2 na Geórgia que feriram duas pessoas em Commerce.
As fortes e persistentes chuvas associadas à Fay, no entanto, ajudaram a aliviar temporariamente a forte estiagem que afetava o norte da Geórgia, o norte do Alabama e o leste do Tennessee.

## Recordes
Fay foi a primeira tempestade tropical na história a atingir o mesmo estado americano quatro vezes, batendo o recorde que era do furacão Gordon na temporada de 1994, e foi apenas a terceira tempestade na história a atingir os Estados Unidos em pelo menos três ocasiões; o terceiro foi o furacão Juan na temporada de 1985, embora Juan não tenha atingido o mesmo estado três vezes; um dos landfalls foi no Alabama e os outros 2 foram na Luisiana. Fay também tem o terceiro índice mais alto de energia ciclônica acumulada (ECA) dentre as tempestades tropicais que não se tornaram furacões no Atlântico, com um total de 6,722kt4, somente atrás da tempestade tropical Nicholas na temporada de 2003, com 7,252kt4, e da tempestade tropical Laura da temporada de 1971, com 8,612kt4.
Os dois maiores índices de precipitação acumulada foram de 702 mm em Windover Farms, a cerca de 13 km a noroeste de Melbourne, Flórida, e 699 mm em Thomasville, Geórgia. Isto faz de Fay uma das tempestades mais chuvosas do sudeste dos Estados Unidos em toda a história.